# Hội Y học Dự phòng Việt Nam
Hội Y học Dự phòng Việt Nam, viết tắt tiếng Việt Hội YHDPVN, là tổ chức xã hội - nghề nghiệp của những người và tổ chức làm việc trong lĩnh vực y học dự phòng tại Việt Nam. Hội có tên giao dịch tiếng Anh là Viet Nam Association of Preventive Medicine, viết tắt là VAPM .
Hội được thành lập với tên gọi Hội Vệ sinh phòng dịch Việt Nam theo Quyết định của Bộ Nội vụ số 66-NV ngày 06 tháng 03 năm 1961 về việc cho phép Hội Y học Việt Nam lúc đó thành lập 4 hội thành viên .
Điều lệ Hội hiện hành được Bộ Nội vụ phê duyệt tại quyết định số 437/QĐ-BNV ngày 16 tháng 4 năm 2013 . Trụ sở Hội đặt tại địa chỉ số 1 phố Yecxanh, phường Phạm Đình Hổ, quận Hai Bà Trưng, thành phố Hà Nội .

## Xuất bản
Hội xuất bản Tạp chí Y học dự phòng là diễn đàn khoa học về lĩnh vực y học dự phòng. Bản online (tháng 3/2018) đăng theo số mới nhất là tập 27, số 11 năm 2017 .